# Judy Blumberg
Judith Ann "Judy" Blumberg  (Santa Mônica, Califórnia, 13 de setembro de 1957) é uma ex-patinadora artística norte-americana, que competiu na dança no gelo. Com Michael Seibert ela conquistou três medalhas de bronze em campeonatos mundiais e foi cinco vezes campeã do campeonato nacional americano. Blumberg e Seibert disputaram os Jogos Olímpicos de Inverno de 1980 e 1984, terminando na sétima e quarta posições, respectivamente.

## Principais resultados

### Com Michael Seibert
| Resultados                                            | Resultados        | Resultados       | Resultados      | Resultados      | Resultados        | Resultados        | Resultados        | Resultados    | Resultados    | Resultados    | Resultados    | Resultados    | Resultados    | Resultados    | Resultados    |  |
| Internacional                                         | Internacional     | Internacional    | Internacional   | Internacional   | Internacional     | Internacional     | Internacional     | Internacional | Internacional | Internacional | Internacional | Internacional | Internacional | Internacional | Internacional |  |
| Evento/Temporada                                      | 1978– 1979        | 1979– 1980       | 1980– 1981      | 1981– 1982      | 1982– 1983        | 1983– 1984        | 1984– 1985        |               |               |               |               |               |               |               |               |  |
| ----------------------------------------------------- | ----------------- | ---------------- | --------------- | --------------- | ----------------- | ----------------- | ----------------- | ------------- | ------------- | ------------- | ------------- | ------------- | ------------- | ------------- | ------------- |  |
| Jogos Olímpicos                                       |                   | 7.ª              |                 |                 |                   | 4.ª               |                   |               |               |               |               |               |               |               |               |  |
| Campeonato Mundial                                    |                   | 6.ª              | 4.ª             | 4.ª             | Medalha de bronze | Medalha de bronze | Medalha de bronze |               |               |               |               |               |               |               |               |  |
| Skate America                                         |                   | 4.ª              |                 | Medalha de ouro |                   |                   |                   |               |               |               |               |               |               |               |               |  |
| Skate Canada International                            |                   |                  | Medalha de ouro |                 |                   |                   |                   |               |               |               |               |               |               |               |               |  |
| Nacional                                              |                   |                  |                 |                 |                   |                   |                   |               |               |               |               |               |               |               |               |  |
| Campeonato dos Estados Unidos                         | Medalha de bronze | Medalha de prata | Medalha de ouro | Medalha de ouro | Medalha de ouro   | Medalha de ouro   | Medalha de ouro   |               |               |               |               |               |               |               |               |  |
|                                                       |                   |                  |                 |                 |                   |                   |                   |               |               |               |               |               |               |               |               |  |
| Legenda: Competição não foi disputada nesta temporada |                   |                  |                 |                 |                   |                   |                   |               |               |               |               |               |               |               |               |  |